# Коткин, Сергей Николаевич
Серге́й Никола́евич Ко́ткин (родился 11 марта 1956 года в селе Несь (ныне Ненецкий автономный округ) РСФСР, СССР) — советский и российский сотрудник КГБ-ФСБ, политик. Депутат Государственной Думы VII созыва, член комитет Госдумы по региональной политике и проблемам Севера и Дальнего Востока, член фракции «Единая Россия».
Из-за вторжения России на Украину, находится под международными санкциями Евросоюза, США, Великобритании и ряда других стран

## Биография
Окончил Рижское лётно-техническое училище гражданской авиации по специальности «радиотехник систем самолётовождения и посадки» (1976 год),  трудовую деятельность начал в том же году на родине – в Печорском объединенном авиапредприятии. Параллельно учился заочно в Горьковском политехническом институте по специальности «радиоинженер» и окончил его в1982 году.
В 1982 году призван в органы государственной безопасности, прошел путь от оперуполномоченного до начальника отдела. Окончил высшие курсы КГБ СССР по специальности «оперативно-розыскная деятельность» (1984 год), адъюнктуру академии ФСБ РФ по специальности «юрист» (2000 год). Кандидат юридических наук (диссертационное исследование посвящено борьбе с терроризмом: расследование захвата заложников).
Полковник запаса.
После увольнения из федеральной службы безопасности с 2000 года по 2009 год работал на руководящих должностях в таможенном терминале «ВИБА», ООО «Северное сияние», ООО «Логистик-Север», Центральном исполнительном комитете Всероссийской политической партии «Единая Россия».
С 2005 года является депутатом Собрания депутатов Ненецкого автономного округа. С 2009 года – заместитель председателя Собрания депутатов Ненецкого автономного округа, председатель комитета, член комиссии по бюджету и экономической политике, член комиссии по общественной безопасности и противодействию коррупции, член комиссии по вопросам государственного устройства и местного самоуправления, руководитель фракции «Единая Россия» в Собрании депутатов Ненецкого автономного округа, заместитель секретаря Ненецкого регионального отделения Всероссийской политической партии «Единая Россия» по работе с фракциями и депутатскими объединениями.
2 марта 2012 года избран председателем Собрания депутатов Ненецкого автономного округа.
17 марта 2014 года наделён полномочиями члена Совета Федерации от Собрания депутатов Ненецкого автономного округа, полномочия подтверждены 17 апреля 2014 г. 20 мая 2014 года Сергей Коткин сложил полномочия депутата и председателя Собрания депутатов Ненецкого автономного округа
Полномочия члена Совета Федерации прекращены досрочно с 22 сентября 2014 г Незадолго до этого, был снова избран депутатом Собрания депутатов Ненецкого автономного округа.
18 сентября 2016 года избран депутатом Государственной думы РФ VII созыва по одномандатному округу №221, представляющему собой территорию Ненецкого автономного округа.

## Законотворческая и общественная деятельность
С 2016 по 2019 год, в течение исполнения полномочий депутата Государственной Думы VII созыва, выступил соавтором 56 законодательных инициатив и поправок к проектам федеральных законов.
Сергей Коткин проголосовал за пенсионную реформу, предполагающую повышение пенсионного возраста в России.
В мае 2020 года, через несколько дней после подписания Меморандума о намерениях объединить в новый регион Ненецкий автономный округ и Архангельскую область, и начавшихся после этого протестах жителей НАО, Сергей Коткин обозначил в СМИ позицию своих избирателей.
Сегодня очевидно, что жители Ненецкого автономного округа, чьи интересы я представляю в Государственной Думе Федерального Собрания Российской Федерации, против такого объединения и не дают на него своего согласия

## Санкции
23 февраля 2022 года внесён в санкционные списки стран Евросоюза за действия и политику, которые подрывают территориальную целостность, суверенитет и независимость Украины и еще больше дестабилизируют Украину.
24 февраля 2022 года включён в санкционный список Канады «близких соратников режима» за голосование о признании независимости «так называемых республик в Донецке и Луганске».
24 марта 2022 года, на фоне вторжения России на Украину, включён в санкционный список США за «соучастие в войне Путина» и «поддержку усилий Кремля по вторжению в Украину», Госдеп США заявил что депутаты Госдумы используют свои полномочия для преследования инакомыслящих и политических оппонентов, нарушают свободу информации, ограничивают права человека и основные свободы граждан России.
Позднее, по аналогичным основаниям, включён в санкционные списки Великобритании, Швейцарии, Австралии, Японии, Украины и Новой Зеландии.

## Семья
Племянник - Александр Павлович Чурсанов - председатель Собрания депутатов Ненецкого автономного округа. 

## Награды
Памятная медаль МЧС России «Маршал Василий Чуйков».
Юбилейная медаль «70 лет Вооруженных Сил СССР».
Медаль «За безупречную службу» III степени.
Медаль «За безупречную службу» II степени.